# Helene Aldwinckle
Helene Aldwinckle, nascida Helene Lovie Taylor (Aberdeen, 26 de outubro de 1920 – 24 de abril de 2020), foi uma decifradora de códigos de Bletchley Park durante a Segunda Guerra Mundial.

## Vida pessoal
Helene Lovie Taylor nasceu em Aberdeen, Escócia, em 1920, filha de Alexander e Helen Taylor. Seu pai era um vendedor. Ela cresceu na região de Footdee e frequentou a Escola Primária de Ashley Road, depois foi aluna na Academia de Aberdeen, e então recebeu uma bolsa para estudar as línguas francesa e inglesa na Universidade de Aberdeen. Taylor se casou com John Aldwinckle, tenente de voo da Força Aérea Real, em fevereiro de 1945, e tiveram quatro filhos. John Aldwinckle morreu em 2012.

## Carreira
Helene se juntou ao Bletchley Park após concluir um curso de três anos na Universidade de Aberdeen. Ela foi recomendada pelo diretor da Universidade, William Hamilton Fyfe, ao Ministério das Relações Exteriores, em parte devido a sua memória extraordinária e seu interesse em línguas. Após duas rodadas de entrevistas com o Ministério das Relações Exteriores do Reino Unido, uma em Londres e outra em Aberdeen, Helene foi selecionada pelo decifrador sênior Stuart Milner-Barry para se tornar uma Funcionária Pública Permanente do Ministério, e foi enviada para viver no Bletchley Park no verão de 1942. Durante a primeira rodada de entrevistas, Aldwinckle não sabia para o que estava sendo entrevistada, acreditando ser uma vaga para um serviço civil.
No começo, ela ficava na Sala de Registro 1 (RR1), onde trabalhou com sinais criptografados. Ela se tornou responsável por liderar um programa de treinamento para os funcionários americanos em 1943. Quando o programa foi concluído, Helene começou a trabalhar na Sala Silenciosa (QR) na Cabana 6, a seção de Bletchley Park encarregada de decifrar os códigos Enigma. Lá, ela levou o conhecimento e habilidades que desenvolveu treinando os funcionários americanos para problemas de criptografia de longo prazo e mais complexos, incluindo a identificação de redes de rádio Enigma e sinais de rádio. Depois do término da Segunda Guerra Mundial, Helene permaneceu por um curto período em Bletchley Park para ajudar a escrever a história do trabalho realizado na Cabana 6, mas teve que deixar o Ministério das Relações Exteriores em 1945 devido a uma política que dizia que mulheres não podiam permanecer empregadas após o casamento.
Aldwinckle morou em Cologne e Berlim, acompanhando seu marido em sua atuação no MI6, mudando-se pela primeira vez na década de 1950. Ela trabalhou tanto para a British Forces Network quanto para Westdeutscher Rundfunk como repórter de eventos culturais. Ela continuou seu interesse em teatro amador (tendo praticado durante sua juventude em Aberdeen)  ingressando na Sociedade de Drama Amadora de Berlim. Ela acompanhou as relocações subsequentes de John: na França, Alemanha e Grã-Bretanha; sendo que também chegaram a morar em Roma, Bruxelas e Mons.
Aldwinckle teve uma carreira variada após Bletchley, tornando-se tradutora para a editora Thames e Hudson em 1967; e  galerista na Galeria Medici aos 54 anos. Mais tarde, trabalhou na Galeria Oxford e, em 1979, tornou-se gerente do Medici.

## Honras
Aldwinckle foi agraciada com a Ordem Nacional da Legião de Honra em 2019. Theresa May agradeceu seu serviço durante sua última participação na seção de Questões ao Primeiro-ministro.